# 삼성 라이온즈의 KBO 리그 상 수상자 목록
다음은 삼성 라이온즈 선수 중 야구 관련 상을 받은 선수들의 목록이다.

## KBO MVP
- 1983년 - 이만수 (포수)
- 1987년 - 장효조 (외야수)
- 1993년 - 김성래 (내야수)
- 1997년, 1999년, 2001-03년 - 이승엽 (내야수)
- 2004년 - 배영수 (투수)

## KBO 최우수 신인상
- 1993년 - 양준혁 (외야수)
- 1995년 - 이동수 (내야수)
- 2005년 - 오승환 (투수)
- 2008년 - 최형우 (외야수)
- 2011년 - 배영섭 (외야수)
- 2015년 - 구자욱 (내야수)

## KBO 골든글러브
| 선수            | 포지션                    | 수상 횟수 | 연도                      | 참고                                             |
| --------------- | ------------------------- | --------- | ------------------------- | ------------------------------------------------ |
| 오대석          | 유격수                    | 1         | 1982                      |                                                  |
| 이만수          | 포수                      | 5         | 1983-87                   |                                                  |
| 장효조          | 외야수                    | 5         | 1983-87                   |                                                  |
| 김시진          | 투수                      | 2         | 1985, 1987                |                                                  |
| 김성래          | 2루수 / 1루수             | 3         | 1986-88, 1993             | 1993년 1루수 부문                                |
| 류중일          | 유격수                    | 2         | 1987. 1991                |                                                  |
| 강기웅          | 2루수                     | 3         | 1989-90, 1993             |                                                  |
| 박승호          | 지명 타자                 | 1         | 1990                      |                                                  |
| 양준혁          | 외야수 /지명 타자 / 1루수 | 7         | 1996-98, 2003-04, 2006-07 | 1998, 2006-07년 지명 타자 부문 2004년 1루수 부문 |
| 이승엽          | 1루수                     | 10        | 1997-2003, 2012, 2014-15  | 2012,14,15년 지명 타자 부문                      |
| 김한수          | 3루수                     | 6         | 1998-99, 2001-04          |                                                  |
| 김동수          | 포수                      | 1         | 1999                      |                                                  |
| 진갑용          | 포수                      | 3         | 2002, 2005-06             |                                                  |
| 틸슨 브리또     | 유격수                    | 1         | 2002                      |                                                  |
| 마해영          | 지명 타자                 | 1         | 2002                      |                                                  |
| 배영수          | 투수                      | 1         | 2004                      |                                                  |
| 박종호          | 2루수                     | 1         | 2004                      |                                                  |
| 박진만          | 유격수                    | 3         | 2004, 2006-07             |                                                  |
| 박한이          | 외야수                    | 2         | 2004, 2006                |                                                  |
| 심정수          | 외야수                    | 1         | 2007                      |                                                  |
| 최형우          | 외야수                    | 4         | 2011, 2013-14, 2016       |                                                  |
| 장원삼          | 투수                      | 1         | 2012                      |                                                  |
| 야마이코 나바로 | 2루수                     | 1         | 2015                      |                                                  |

## 개인 기록 수상자

### 투수 부문
| 연도   | 부문                      | 선수     | 시즌 성적                          | 주석 및 기타                                                                                               |
| ------ | ------------------------- | -------- | ---------------------------------- | --- |
| 1982년 | 최우수 구원 투수          | 황규봉   | 19SP (8구원승 11세이브)            | |
| 1982년 | 최다 세이브 투수          | 황규봉   | 11세이브                           | |
| 1984년 | 최우수 선발 평균자책 투수 | 김일융   | 2.10 (23경기 184 1/3이닝 43자책점) | |
| 1984년 | 최다 선발승               | 김시진   | 15선발승                           | |
| 1985년 | 최다 승리 투수            | 김시진   | 25승 5패 (공동 수상)               | 21선발승으로 전년도(1984년 15선발승)에 이어 2년 연속 최다 선발승                                           |
| 1985년 | 최다 승리 투수            | 김일융   | 25승 6패 (공동 수상)               | 20선발승으로 역대 단일시즌 좌완 최다 선발승(그 이후 95년 이상훈, 2014년 밴헤켄, 2017년 양현종에 의해 타이) |
| 1985년 | 최다 탈삼진 투수          | 김시진   | 201개                              | |
| 1985년 | 최우수 구원 투수          | 권영호   | 28SP (2구원승 26세이브)            | |
| 1985년 | 최다 세이브 투수          | 권영호   | 26세이브                           | |
| 1987년 | 최다 승리 투수            | 김시진   | 23승 6패                           | 21선발승으로 3번째 최다 선발승(84년 15선발승, 85년 21선발승)                                               |
| 1993년 | 최다 탈삼진 투수          | 김상엽   | 170개                              | |
| 1993년 | 최우수 선발 평균자책 투수 | 성준     | 2.07(21경기 139이닝 32자책점)      | |
| 1999년 | 최우수 평균자책 투수      | 임창용   | 2.14 (71경기 138 2/3이닝 33자책점) | |
| 1999년 | 최다 세이브 투수          | 임창용   | 38세이브                           | |
| 2002년 | 최우수 평균자책 투수      | 엘비라   | 2.50 (22경기 137이닝 38자책점)     | 2.53(21선발등판 135이닝 38자책점)으로 최우수 선발 평균자책 투수                                            |
| 2004년 | 최다 승리 투수            | 배영수   | 17승 2패 (공동 수상)               | 16선발승으로 선발승 3위                                                                                    |
| 2004년 | 최다 세이브 투수          | 임창용   | 36세이브                           | |
| 2004년 | 최우수 선발 평균자책 투수 | 배영수   | 2.36(27경기 175 2/3이닝 46자책점)  | |
| 2005년 | 최다 탈삼진 투수          | 배영수   | 147개 (공동 수상)                  | |
| 2006년 | 최다 세이브 투수          | 오승환   | 47세이브                           | |
| 2007년 | 최다 세이브 투수          | 오승환   | 40세이브                           | |
| 2008년 | 최다 세이브 투수          | 오승환   | 39세이브                           | |
| 2009년 | 최다 승리 투수            | 윤성환   | 14승 5패 (공동 수상)               | 13선발승으로 선발승 3위                                                                                    |
| 2011년 | 최다 세이브 투수          | 오승환   | 47세이브                           | |
| 2012년 | 최다 승리 투수            | 장원삼   | 17승 6패                           | 16선발승으로 나이트와 선발승 공동 1위                                                                      |
| 2012년 | 최다 세이브 투수          | 오승환   | 37세이브                           | |
| 2013년 | 최다 승리 투수            | 배영수   | 14승 4패 (공동 수상)               | 세든이 그랬던 것처럼 선발로만 14승(역대 최다 선발승 투수 최소 선발승 타이)                                 |
| 2014년 | 최우수 평균자책 투수      | 밴덴헐크 | 3.81 (25경기 152 2/3이닝 54자책점) | 선발로만 25경기 출전                                                                                       |
| 2015년 | 최다 홀드 투수            | 안지만   | 37홀드 (KBO 리그 신기록)           | |
| 2015년 | 최다 세이브 투수          | 임창용   | 33세이브                           | |
| 2015년 | 최다 탈삼진 투수          | 차우찬   |                                    | |
| 2021년 | 최다 선발승               | 뷰캐넌   | 16승 5패                           | 요키시와 공동 1위                                                                                          |
| 2021년 | 최다 세이브 투수          | 오승환   | 44세이브                           | |
| 2024년 | 최다 선발승               | 원태인   | 15승 6패                           | 곽빈과 공동 1위                                                                                            |